# Wellington North (Ontario)
Wellington North to gmina (ang. township) w Kanadzie, w prowincji Ontario, w hrabstwie Wellington.
Powierzchnia Wellington North to 524,41 km².
Według danych spisu powszechnego z roku 2001 Wellington North liczy 11 305 mieszkańców (21,56 os./km²).